# Баркин, Илья Иванович
Илья́ Ива́нович Баркин (7 августа 1923, Каменка, Орловская губерния — 18 июня 1983, Куйбышев) — полный кавалер ордена Славы ефрейтор стрелок-снайпер 1081-го стрелкового полка 269-й стрелковой дивизии 3-й армии 1-го Белорусского фронта, участник Великой Отечественной войны.

## Биография
Родился в крестьянской семье, получил начальное образование. Работал в колхозе.
Во время Великой Отечественной войны партизан партизанского отряда имени Марсова.
С 1944 года в рядах Красной Армии, с июля 1944 г. на фронте.
Служил в 1081-м стрелковом полку (269-я стрелковая дивизия) пулемётчиком. В бою 10 октября 1944 года за расширение плацдарма на правом берегу реки Нарев в районе города Ружан (Польша) личным примером увлёк бойцов в атаку, первым ворвался в траншеи противника, уничтожил около 10 вражеских солдат.
Прошёл обучение на снайпера, перешёл в подчинение непосредственно 269-й стрелковой дивизии. В бою за город Вилленберг (ныне Вельбарк, Польша) поразил свыше 11 солдат и офицеров противника.
При отражении контратак противника у деревни Клейн-Моле (юго-восточнее Берлина), в которой дислоцировался штаб полка и тыловые службы, разведчик Баркин лично уничтожил 12 вражеских солдат.
Демобилизован в 1945 году. Всего в качестве снайпера Баркин уничтожил 23 солдата противника.
Жил в Куйбышеве, работал плотником в передвижной мехколонне № 13.

## Награды
- Орден Славы 1 степени (№ 1412, 15.5.1946);
- Орден Славы 2 степени (№ 26176, 16.3.1945);
- Орден Славы 3 степени (№ 223159, 11.10.1944);
- медали.